# Jewel Master
Jewel Master är ett actionäventyrspel, utvecklat och utgivet av Sega, släppt 1991 till Mega Drive.
Spelet utspelar sig i landet Mythgard, där protagonisten "The Jewel Master" måste färdas genom olika miljöer för att få tag på 12 stycken "elemental rings" och slutligen stoppa den onde "Demon King, Jardine the Mad".
Spelet har fem nivåer eller områden: Forest Ruins, Desert Of Despair, Frozen Caverns, Crimson Valley samt Castle Jardine. Varje område har en boss.